# Sean Chiplock
Sean Edward Chiplock (21 giugno 1990) è un doppiatore statunitense noto per aver doppiato le versioni inglesi di videogiochi e anime giapponesi.
Residente a Los Angeles, California, Chiplock è noto per aver prestato la voce a Aiden Flynn di Camp Buddy, Rean Schwarzer della serie The Legend of Heroes: Trails of Cold Steel, Revali, Teba e il Grande Albero Deku di The Legend of Zelda: Breath of the Wild e Hyrule Warriors: Age of Calamity, Yuuki Mishima di Persona 5, Diluc di Genshin Impact, Shiki Granbell di Edens Zero, Subaru Natsuki di Re:Zero , Guido Mista e Sex Pistols di Le bizzarre avventure di Jojo: Golden Wind, Rash di Killer Instinct, il cronista in Pokémon: Detective Pikachu, Spider-Man di Marvel's Avengers, Noob Saibot di Mortal Kombat 11, Thad di Murder Drones e Kinger di The Amazing Digital Circus.

## Doppiatori italiani
- Marcello Moronesi in Mortal Kombat 11
- Federico Viola in Marvel's Avengers
- Manuel Meli in Murder Drones